# 劉龑
劉 龑（りゅう げん）は、十国南漢の初代皇帝。廟号は高祖。「龑」は「龍」の下に「天」。もとの諱は巌。

## 生涯
唐の龍紀元年（889年）、劉知謙と側室の段氏との間の子として生まれた。劉知謙の正室の韋氏は嫉妬深く、段氏を殺害したが、段氏が生んだばかりの劉巌を養子に迎えた。
後梁の乾化元年（911年）に兄の劉隠が死去したため、その後を継いで南海王・静海軍節度使となった。917年（後梁の貞明3年）には国号を「大越」、元号を乾亨として皇帝に即位する。乾亨2年（918年）には国号を「漢」と改めた。
白龍2年（926年）には諱を巌から龑と改めた。「龑」の文字は自身が考えたもので「天駆ける龍」を表しており、則天文字を参考にしたと考えられている。
大有15年（942年）に崩御、享年54。後を三男の劉弘度が継いだ。

## 宗室

### 父母
- 祖父：劉安仁（太祖）
- 父：劉知謙（代祖）
- 母：段氏（889年、正室の韋氏に殺された）

### 兄弟
- 兄：劉隠（烈祖）、劉臺

### 后妃
- 皇后馬氏（楚の武穆王馬殷の娘）
- 昭儀趙氏

### 男子
- 劉耀枢
- 劉亀図
- 劉弘度（劉玢、殤帝）
- 劉弘熙（劉晟、中宗）
- 劉弘昌
- 劉弘弼
- 劉弘雅
- 劉弘沢
- 劉弘操
- 劉弘杲
- 劉弘暐
- 劉弘邈
- 劉弘簡
- 劉弘建
- 劉弘済
- 劉弘道
- 劉弘昭
- 劉弘政
- 劉弘益